# Складні білки
Складні́ білки́ (протеїди) — складні речовини, які крім амінокислотних залишків містять вуглеводи, нуклеотиди тощо; білки, в яких окрім пептидних ланцюгів (як у простих білків) міститься компонент неамінокислотної природи — простетична група. Складний білок без простетичної групи називається апопротеїном, повний активний білок із всіма необхідними простетичними групами — голопротеїном. При гідролізі складних білків, окрім вільних амінокислот, звільняється небілкова частина або продукти її розпаду.
Протеїди — це комплекси простих білків з речовинами небілкової природи — вуглеводами (глюкопротеїди), фосфорною кислотою (фосфопротеїди), гетероциклічними сполуками, нуклеїновими кислотами (нуклеопротеїди). До протеїдів віднесені: хромопротеїди (мають колір, наприклад пігменти), ліпопротеїди — жироподібні живильні речовини, глюкопротеїди — містять вуглеводні компоненти, часто отруйні.
Як простетична група можуть виступати різні органічні (ліпіди, вуглеводи) і неорганічні (метали) речовини. За типом цієї групи серед складних білків виділяють такі класи: глікопротеїни, ліпопротеїни, хромопротеїни, нуклеопротеїни, фосфопротеїни та металопротеїни.